# Mařenice
Mařenice (en allemand : Großmergthal) est une commune du district de Česká Lípa, dans la région de Liberec, en République tchèque. Sa population s'élevait à 323 habitants en 2021.

## Géographie
Mařenice se trouve sur le versant sud des monts de Lusace, à la frontière avec l'Allemagne, à 18 km au nord-est de Česká Lípa, à 27 km à l'ouest de Liberec et à 84 km au nord-nord-est de Prague.
La commune est limitée par Dolní Podluží et l'Allemagne au nord, par Krompach et Jablonné v Podještědí à l'est, par Kunratice u Cvikova au sud et par Cvikov et Svor à l'ouest.

## Histoire
La première mention écrite du village date de 1372.

## Patrimoine

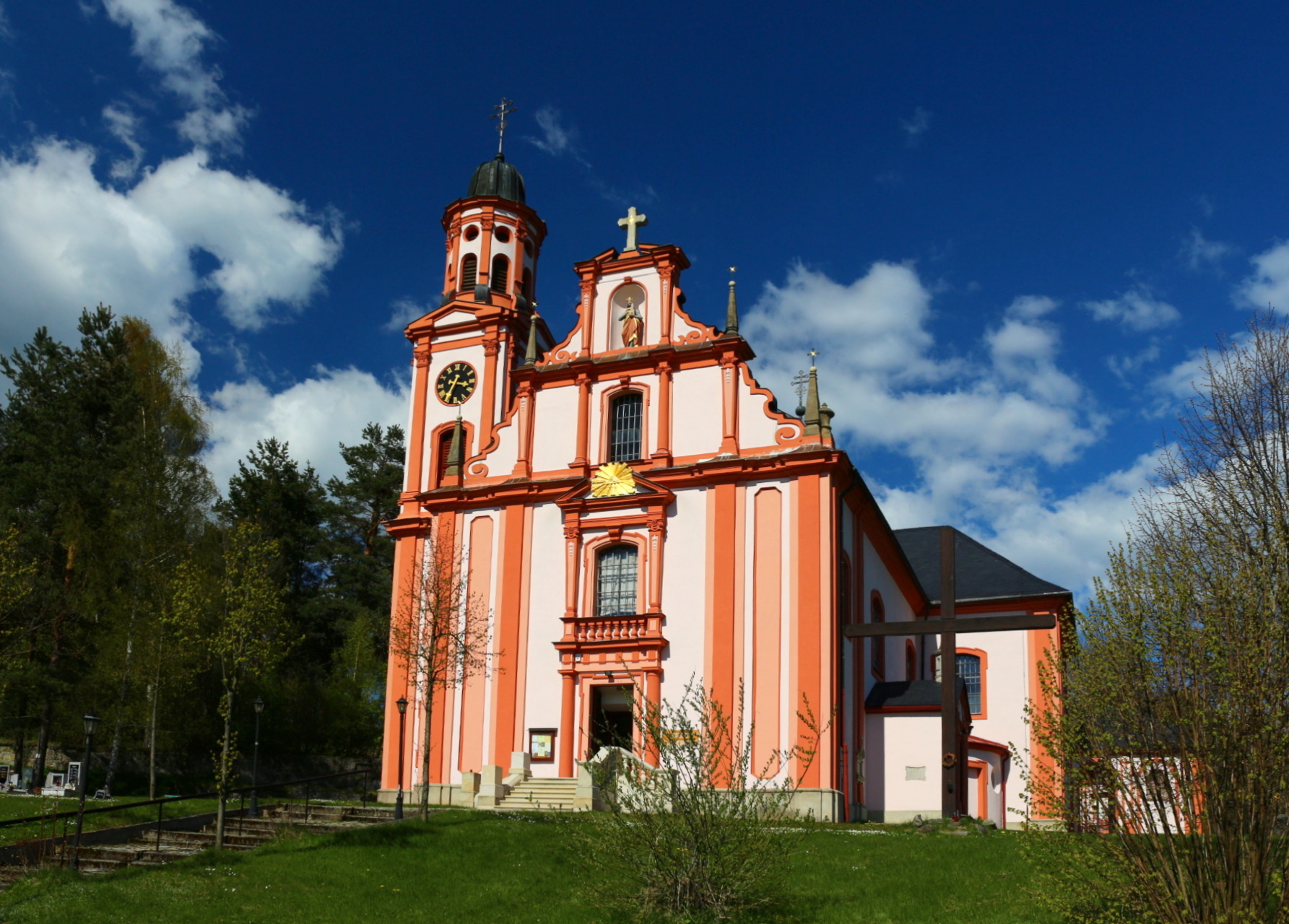
Église Sainte-Marie-Madeleine.
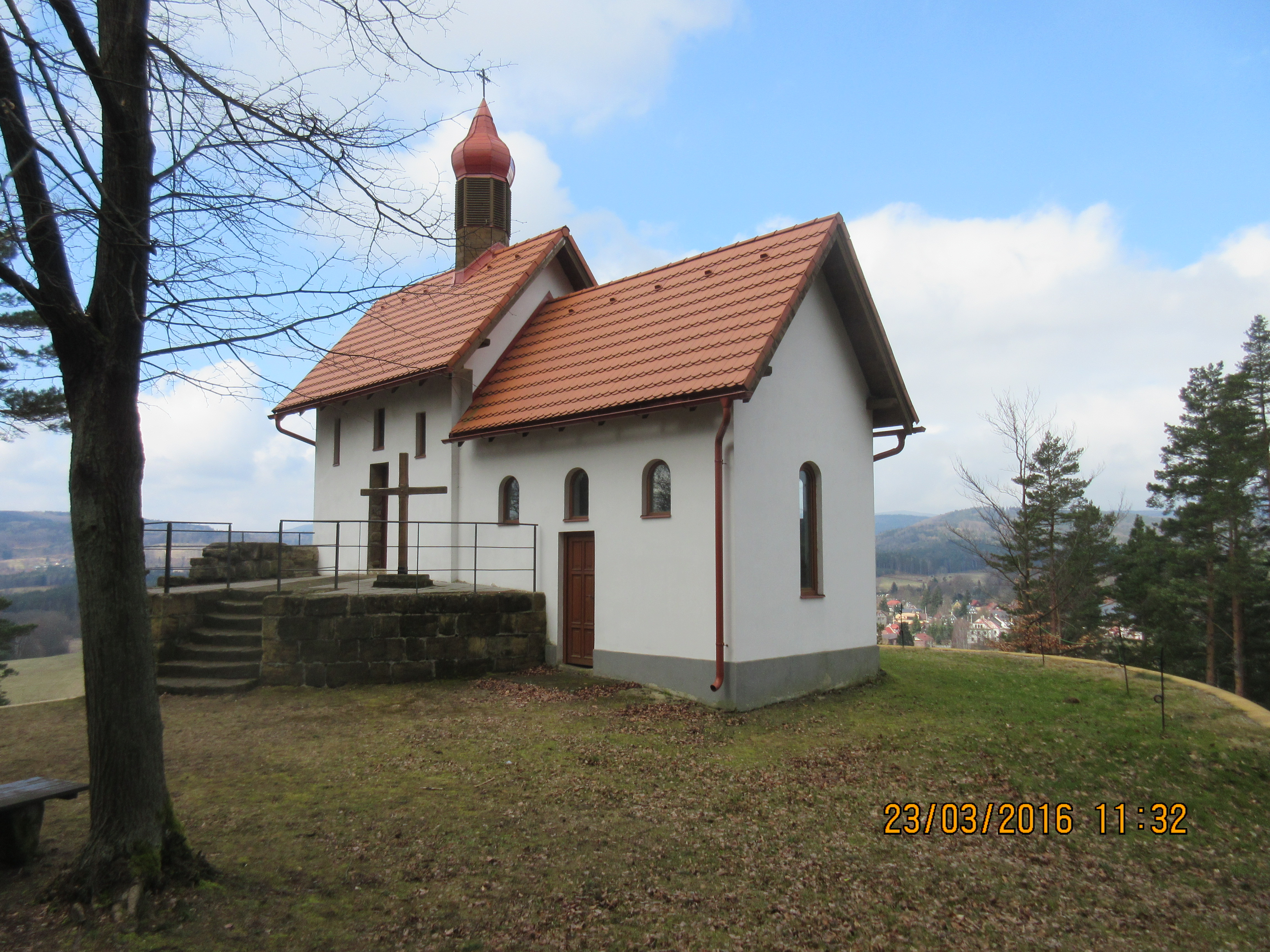
Chapelle du calvaire de Mařenice.

## Administration
La commune se compose de quatre sections :
- Dolní Světlá
- Horní Světlá
- Mařenice
- Mařeničky

## Transports
Par la route, Mařenice se trouve à 9 km de Jablonné v Podještědí, à 21 km de Česká Lípa, à 34 km de Liberec et à 113 km de Prague.